# Naafkopf
El Naafkopf (2.570 m s. n. m.) es una montaña en el macizo de Rhäticon, en los Alpes Réticos occidentales. Se encuentra en la frontera entre Austria, Liechtenstein y Suiza. El monte asume así la característica de ser una triple frontera.

## Bases y rutas
El Naafkopf es aprovechado por una red de carreteras bien desarrollada. Debido a su flanco noroeste que conduce a unos 2.200 metros, representa una conexión entre el Pfälzerhütte en el Bettlerjoch y la Salarueljoch en el este.
Para un ascenso de las Naafkopfs las rutas en el Pfälzerhütte del Club Alpino de Liechtenstein sirve como base. Tienen una cabaña a una hora de caminata a la cumbre. De los Alpes al sur a Ijes la caminata dura unos 2 horas y media.

## Enlaces externos

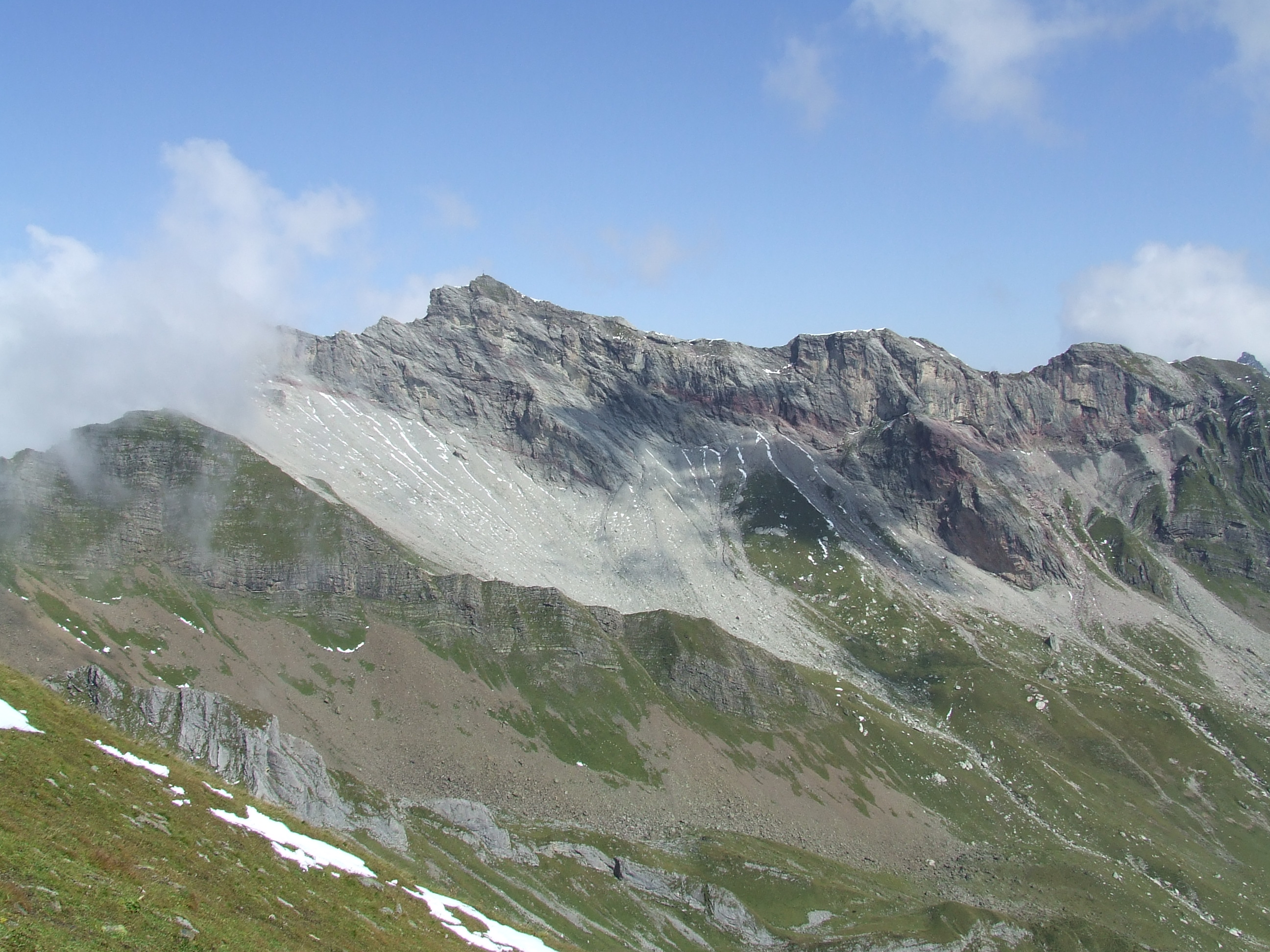
Naafkopf y la cresta por encima de Ijes.